# Альдгісл
Альдгісл або Едгілс (д/н — бл. 680) — король фризів.

## Життєпис
Про нього відомо замало. Це перший король (за франкською термінологією — герцог), що трапляється в джерелах. У середньовічних фризьких хроніках батьком Альдгісла названий якийсь Бероальд, загиблий в битві з франками за часів короля Хлотаря II. Сучасні історики вважають це свідоцтво помилковим, вказуючи, що Бероальд фризьких хронік тотожний герцогу Бертоальду франкських авторів, що був напевніше саксом. Можливо, Альдгісл, на думку дослідників, міг бути сином або іншим нащадком короля Аудульфа, але припущення про таких родинних зв'язках ґрунтується лише на даних ономастики.
Альдгісл можливо почав правити Фризією близько 630 року, ставши наступником короля Аудульфа. Більш точна дата — 623 рік — приводиться на підставі згаданої у франкських анналах дати смерті герцога Бертоальда. Відомо лише, що можливо він зміг зійти на фризький престол, заручившись підтримкою франків. Ослаблення влади Франкського королівства після смерті короля Дагоберта I в 639 році, дозволило Альдгіслу стати самостійним володарем. Ймовірно тоді він прийняв титул короля (кюнінга), який франки не визнали.
Вважається що своєю резиденцією обрав Дорестад. Протягом свого правління зумів поширити владу на лише на фризів, а й далі до міста Звін. До 650 року він встановив контроль над гирлами річок Шельда, Маас, Ваал і Везер, що забезпечило контроль над важливими торгівельними шляхами. В свою чергу це сприяло збільшенню надходжень до королівської скарбниці. Альдгісл зміг утримувати доволі сильне і велике військо. Водночас фризькі перекази описували Альдгісла як миролюбного і справедливого правителя, який багато зробив для процвітання свого королівства. Так, цьому володареві приписувалося видання законів, заснування нових міст, осушення прибережних земель і будівництво дамб, що сприяло розвитку посередницької торгівлі, збільшенню земель та поліпшенню рибальства.
За нумізматичним даними, при Альдгіслі близько 670 року у королівстві Фризія почали карбувати срібні монети (скеати). Вже незабаром вони витіснили незручні золоті монети римського зразка. Згодом такі монети почали виробляти в Франкському королівстві і англо-сакських державах Британії.
Восени 678 року гостинно прийняв Вільфріда Йоркського, що прямував до Риму. Незабаром з родиною та переважною частиною знаті Альдгісл прийняв хрещення. У 679 році вступив у конфлікт з Еброїном, мажордомом франкського королівства Нейстрія. Водночас уклав союз з Дагобертом II, королем Австразії. При цьому прийнявши християнство та встановивши дружні стосунки з Вільфрідом розраховував на союз з провідними королівства англосаксів в Британії та підтримці з боку Папського престолу. В будь-якому разі король фризів самотужки відбив усі спроби Емброїна вдертися до своїх земель.
Помер близько 680 року. Владу успадкував його син Радбод.